# John Wheeler-Bennett
Sir John Wheeler Wheeler-Bennett (*  13. Oktober 1902 in Keston, Kent; † 9. Dezember 1975 in London) war ein britischer Historiker. Einer seiner Arbeitsschwerpunkte war die jüngere deutsche Geschichte und darin vor allem die Verflechtung von Militär und Politik.

## Werdegang
Wheeler-Bennett, der aus wohlhabenden Kreisen stammte und dessen Mutter aus Kanada stammte (Nova Scotia), ging auf die Schulen Wellington House in Westgate-on-Sea und das Malvern College, ging dann auf Reisen und war 1923/24 beim Völkerbund in Genf in deren Abteilung Öffentlichkeitsarbeit. 1924 wurde er Direktor des Informationsdienstes des Royal Institute of International Affairs und Herausgeber von dessen Bulletin of International Affairs bis 1930. Im Jahr 1926 trat er nach dem Tod seines Vaters ein Erbe von 680.000 Pfund an und lebte von da an überwiegend auf dem Kontinent, insbesondere in Deutschland bis 1934, wo er zum Spezialisten für deutsche Politik und Geschichte wurde. Inoffiziell beriet er auch die britische Regierung.
1938/39 war er Dozent für Internationale Beziehungen an der University of Virginia und 1940/41 arbeitete er für den British Information Service in New York City. 1942 ging er zurück nach England und war in der Abteilung Politische Kriegführung des Foreign Office und wurde stellvertretender Direktor des Political Intelligence Department. 1944/45 war er im politischen Beraterstab des Alliierten Hauptquartiers in Europa. Nach dem Krieg assistierte er den Anklägern bei den Nürnberger Prozessen. 1945 heiratete er die Amerikanerin Ruth Risher und wohnte nahe Oxford, wo er am St. Antony’s Colleg und New College bis 1950 Vorlesungen über Internationale Beziehungen hielt (er selbst besuchte nie eine Universität). Ab 1946 war er Herausgeber der Documents on German Foreign Policy aus den von den Alliierten beschlagnahmten Akten des Auswärtigen Amtes. Ab 1959 war er historischer Berater der Royal Archives. 1958 war er Gründungsdirektor der Ditchley Foundation (einer britisch-US-amerikanischen Kontaktgruppe).
Er war Fellow der British Academy (1972) und der Royal Society of Literature, und er war OBE, GCVO, CMG.

## Werk und Anschauung
1936 veröffentlichte er eine Biographie von Paul von Hindenburg. Nach dem Tod von Georg VI. 1952 wurde er beauftragt, dessen offizielle Biographie zu schreiben.
Bekannt ist er insbesondere für ein Buch über die politische Rolle der deutschen Armee in der Zeit des Nationalsozialismus und davor (The Nemesis of Power). Danach war die Reichswehr unter Hans von Seeckt ein Staat im Staate, hielt sich aber aus der Politik heraus, was sich erst unter seinem Nachfolger Kurt von Schleicher änderte, der seine Hand in der Ablösung von Seeckts hatte, gegen die politische Führung der Weimarer Republik intrigierte und so deren Totengräber (so Wheeler-Bennett) wurde. Unter dem Nationalsozialismus ordnete sich - nach Wheeler-Bennett - die Generalität, zufrieden mit der erreichten Militarisierung der Gesellschaft, Blomberg und Fritsch unter, verlor aber nach der Blomberg-Fritsch-Krise 1938 seine eigenständige politische Rolle. Der Widerstand, der zum Attentat vom 20. Juli 1944 führte, kam aus Wheeler-Bennetts Sicht zu spät, obwohl er die Courage der Akteure würdigte (er kannte zum Beispiel Adam von Trott zu Solz persönlich aus New York). Er war nicht nur gegenüber den konservativen deutschen Eliten der Zeit vor dem Krieg kritisch, sondern auch gegenüber der Appeasement-Politik der westlichen Seite, zählte aber zu den Bewunderern von Winston Churchill.
Wheeler-Bennett veröffentlichte eine dreibändige Autobiographie.

## Schriften
- Information on the Reduction of Armaments, 1925 (mit Vorwort von Major-General Sir Neill L. Malcolm).
- Information on the Renunciation of War, 1927–1928, 1928, (Vorwort Philipp H. Kerr).
- Disarmament And Security Since Locarno 1925–1931; Being The Political And Technical Background of the General Disarmament Conference, 1932, New York: Macmillan, 1932.
- The Wreck of Reparations, Being The Political Background of the Lausanne Agreement, 1932, 1933.
- The Pipe Dream Of Peace: The Story Of The Collapse Of Disarmament, William Morrow and Company, 1935.
- Hindenburg: The Wooden Titan, London: Macmillan and Company, 1936.
  - Der hölzerne Titan, Tübingen 1969
- Brest-Litovsk: The Forgotten Peace, March 1918, 1938.
- Munich: Prologue To Tragedy, 1948.
- The Nemesis Of Power: The German Army In Politics, 1918–1945, 1953, überarbeitete Neuauflage 1964.
  - Die Nemesis der Macht: die deutsche Armee in der Politik 1918–1945, Königstein/Taunus: Athenäum
- King George VI, His Life And Reign, St. Martin’s Press, 1958.
- John Anderson, Viscount Waverley, St. Martin’s Press, 1962.
- A Wreath To Clio: Studies In British, American and German Affairs, St. Martin’s Press, 1967
- Brest-Litovsk the Forgotten Peace, March 1918, Norton 1971
- mit Anthony Nicholls: The Semblance Of Peace: The Political Settlement After The Second World War, W.W. Norton and Company, 1972.
- Herausgeber mit Frank Pakenham Longford: The History Makers: Leaders And Statesmen of The 20th Century, New York: St. Martin’s Press, 1973.
- Knaves, Fools And Heroes: In Europe Between The Wars, New York: Macmillan, 1974.
- Special Relationships: America In Peace And War, New York: Macmillan, 1975.
- Friends, Enemies, And Sovereigns, New York: Macmillan, 1976